# Indolestes bellax
Indolestes bellax – gatunek ważki z rodziny pałątkowatych (Lestidae).